# Darragh O’Brien

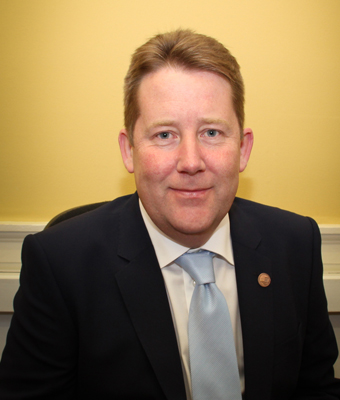
Darragh O’Brien (2016)

Darragh O’Brien (irisch Dara Ó Briain; * 8. Juli 1974 in Malahide, County Fingal) ist ein irischer Politiker der Fianna Fáil.
O’Brien wuchs in Malahide auf. Er besuchte die Pope John Paul’s National School und die Malahide Community School. Später wurde er im Finanzsektor tätig, unter anderem war er Präsident der Handelskammer des County Fingal (Fingal Chamber of Commerce).
Im Juni 2007 wurde er im Wahlkreis Dublin North für die Fianna Fáil in den 30. Dáil Éireann gewählt. Bei den nächsten Wahlen im Februar 2011 verlor er sein Mandat jedoch wieder. Anfang März wurde O’Brien von Taoiseach Brian Cowen in den 23. Seanad Éireann nominiert. Er besetzte damit den vakanten Sitz von Ciarán Cannon neu. Dieser war nämlich im Februar in den 31. Dáil Éireann gewählt worden
Bei den Wahlen 2016 gelang es ihm, für den Wahlkreis Dublin Fingal erneut einen Sitz für die Fianna Fáil im Unterhaus zurückzuerobern und bei den Wahlen 2020 zu verteidigen. In der Regierung Martin I wurde er im Juli 2020 zum Minister für Wohnungswesen und die lokale Verwaltung (Minister for Housing, Local Government and Heritage) ernannt. Beim Amtswechsel zur Regierung Varadkar II und zur Regierung Harris behielt er den Posten. In der Regierung Martin II wurde er zum Umwelt- und Energieminister (Minister for Climate, Energy and the Environment) sowie zum Verkehrsminister (Minister for Transport) ernannt.
O’Brien ist verheiratet und hat eine Tochter.